# ヴィルヘルム・シュミット (民族学)
ヴィルヘルム・シュミット(1868年2月16日－1954年2月10日フリブール)は、ドイツ生まれの民族学者、言語学者。神言会修道士。オーストリアで活躍。

## 生涯
1868年、ドルトムントの南区ヘルデ(Hörde)に生まれる。1890年、神言会に入信し、1892年にローマ・カトリック教会司祭に任命された。ベルリン大学とウィーン大学で言語学を学ぶ。最初に研究をしたのは東南アジア・オーストラリア・オセアニアにおけるオーストロアジア語族の言語であった。
ウィーン大学哲学部民族学科で教鞭をとり、留学中の岡正雄・石田英一郎を指導した。

## 研究内容・業績
- 単系的進化論を批判、文化圏説を発展させ、民族学・文化人類学におけるウィーン学派の基礎を築いた[1]。

## 著作
著書に、原始一神教説を展開した『神観念の起源』（"Der Ursprung der Gottesidee. Eine historisch-kritische und positive Studie", 1912–1955）など。

### 日本語訳された著作
- ヴィルヘルム・コッパーズ共著（W. Schmidt und W. Koppers "Gesellschaft und Wirtschaft der Volker", 1924）
  - 『民族学の歴史と方法』 大野俊一譯、彰考書院、1944年
  - 『民族と文化』 大野俊一訳、河出書房新社（上・下）、1970年。改訳版